# Inveruno
Inveruno est une commune italienne de la ville métropolitaine de Milan, dans la région de la Lombardie.

## Géographie
1. Carte dynamique
2. Carte Openstreetmap
3. Carte topographique
4. Carte avec les communes environnantes

## Administration
| Période                                  | Période | Identité | Étiquette | Qualité |
| ---------------------------------------- | ------- | -------- | --------- | ------- |
|                                          |         |          |           |         |
| Les données manquantes sont à compléter. |         |          |           |         |

### Communes limitrophes
Buscate, Busto Garolfo, Arconate, Casorezzo, Cuggiono, Ossona, Mesero.